# 미쓰이스미토모 은행
미쓰이스미토모 은행(株式会社三井住友銀行, Sumitomo Mitsui Banking Corporation)은 일본의 은행이다. 본점은 도쿄도 지요다구에 있다. 2014년 일본 시티뱅크 개인 부분을 인수하였으며 미쓰이스미토모 파이낸셜 그룹의 자회사이다.

## 개요
2001년 4월 1일 스미토모 그룹의 스미토모 은행과 미쓰이 그룹의 사쿠라 은행이 합병해 발족했다.

## 같이 보기
- 일본의 은행 목록